# 名古屋市立浦里小学校
名古屋市立浦里小学校（なごやしりつ うらさとしょうがっこう）は、愛知県名古屋市緑区浦里一丁目にある公立小学校。

## 教育目標
- かしこく、なかよく、元気よく

## 通学区域
- 名古屋市緑区
  - 浦里1丁目、浦里2丁目～3丁目（一部）、浦里4丁目

卒業生は基本的に名古屋市立千鳥丘中学校へ進学する。

## 部活動
- 軟式野球部
- サッカー部
- バスケットボール部

## 周辺
- 名古屋浦里郵便局
- 天白川
- 浦里公園

## アクセス
- 名鉄名古屋本線 本星崎駅から北東へ600m
- 名古屋市営バス
  - 天白橋バス停から南へ300m
  - 浦里2丁目バス停から西へ300m